# Biofysik

Kinesin använder proteindynamik på nanoskala för att gå längs en mikrotubulus.

Biofysik är den del av biologin som omfattar studiet av fysikaliska egenskaper hos vävnader och celler och fysikaliska förlopp i levande organismer. Biofysik innehåller element av biologi, kemi (särskilt biokemi och fysikalisk kemi) och fysik. Fysikaliska metoder används för att besvara biologiskt intressanta frågor. Biomolekyler såsom proteiner, DNA och RNA kan studeras med hjälp av spektroskopi. Interaktioner mellan till exempel proteiner och biologiska membran är också ett hett forskningsområde.